# Edoardo Sanguineti
Edoardo Sanguineti (Genova, 9 dicembre 1930 – Genova, 18 maggio 2010) è stato un poeta, scrittore, drammaturgo, critico letterario, traduttore e politico italiano, che fece parte del Gruppo 63.

## Biografia
(Edoardo Sanguineti)
Sanguineti nacque a Genova il 9 dicembre del 1930, figlio unico di Giovanni Sanguineti, bancario originario di Chiavari (in provincia di Genova), e di Giuseppina Cocchi, originaria di Torino. All'età di quattro anni, si trasferì al seguito della famiglia nel capoluogo piemontese, dove il padre aveva trovato un nuovo impiego come amministratore cassiere presso la tipografica Doyen & Marchisio.
Era ancora bambino quando, durante una normale visita di controllo, gli venne riscontrata una grave malattia cardiaca. La diagnosi si rivelò in seguito errata ma questo episodio ha condizionato per lungo tempo lo stile di vita del poeta.
A Torino abitava uno zio di Edoardo, Luigi Cocchi, musicista e musicologo, che aveva conosciuto Gobetti e Gramsci ed era stato un collaboratore della rivista L'Ordine Nuovo e che sarebbe stato il primo punto di riferimento per la formazione del giovane. A Bordighera, comune della Riviera ligure dove il giovane trascorreva le vacanze estive, Edoardo frequentava il cugino Angelo Cervetto, appassionato di musica che gli trasmise la passione per il jazz, e Guido Seborga, che lo iniziò alla lettura di Antonin Artaud.
Nel frattempo, in seguito alla pertosse che aveva contratto, il giovanissimo Edoardo venne visitato da uno specialista che individuò l'errore diagnostico del quale era stato vittima. Edoardo era sanissimo ma da quel momento dovette fare intensi esercizi fisici per recuperare il tono muscolare. Ginnastica, ciclismo, tennis furono da quel momento gli sport che avrebbe dovuto intensamente affiancare allo studio, anche se dovette rinunciare alla sua primaria ispirazione: quella di dedicarsi alla danza.

### 1946-1955: studi, elaborazione diLaborintus, primi contatti culturali
Nel 1946 Edoardo s'iscrisse al Liceo Ginnasio Massimo d'Azeglio ed ebbe come insegnante di italiano Luigi Vigliani. A lui dedicò il saggio su Gozzano e gli fece leggere alcune poesie che saranno in seguito parte di Laborintus.
In terza liceo, Sanguineti ebbe come docente di storia e filosofia Albino Galvano, pittore, critico, storico d'arte, filosofo amante della psicanalisi e interessato alle avanguardie. Successivamente Sanguineti s'iscrisse alla Facoltà di Lettere dell'Università degli Studi di Torino.
In questi anni frequentò il mondo culturale torinese, recandosi a mostre ed ascoltando concerti. Conobbe la pittrice dell'avanguardia Carol Rama, il filologo classico Vincenzo Ciaffi, lo studioso di lingue e culture germaniche Vittorio Amoretti e il romanziere Seborga, che incontrava anche a Bordighera.
Nel 1951 Sanguineti iniziò a scrivere l'opera che si chiamerà Laborintus e, come egli stesso dice nei Santi Anarchici, scriveva per una piccola comunità di lettori: «Eravamo in cinque. E i miei quattro lettori erano una ragazza, un aspirante filologo classico e due altri studenti, uno di farmacia e l'altro di medicina».
Conobbe Enrico Baj che avrebbe creato il manifesto della pittura nucleare e dato vita al Nuclearismo.
Il 1953 fu l'anno della morte della madre ma anche quello dell'incontro con Luciana che sposò il 30 settembre del 1954. Sempre nel 1954, in occasione della recensione di Sanguineti sulla rivista torinese "Galleria" dell'Antologia critica del Novecento, conobbe Luciano Anceschi che, dopo aver letto Laborintus, decise di darlo alle stampe.
Alcune poesie di Laborintus erano intanto apparse su Numero, una rivista fiorentina diretta da Fiamma Vigo, a cui era stato invitato a collaborare da Gianni Bertini, un pittore pisano incontrato da Sanguineti nello studio di Albino Galvano.
Nel 1955 nacque il primo figlio dello scrittore, Federico.

### 1956-1960: pubblicazione diLaborintus, laurea e carriera universitaria
Il 1956 fu l'anno della pubblicazione, a cura di Luciano Anceschi, di Laborintus e anche l'anno della laurea. Sanguineti il 30 ottobre discusse una tesi su Dante col professor Giovanni Getto, che venne pubblicata nel 1961 col titolo Interpretazione di Malebolge.
Nasceva in quel periodo Il Verri redatto da Pagliarani e da Porta a cui  Sanguineti collaborò intensamente.
Il 1º novembre 1957 Sanguineti si offrì come assistente volontario presso la cattedra di Getto, insegnando contemporaneamente italiano nel triennio del liceo classico di un istituto privato diretto da suore domenicane.
Nel 1958 nasceva il suo secondo figlio: Alessandro.

### 1961-1965: iNovissimie la libera docenza
Risale al 1961 la conoscenza da parte del poeta di Luciano Berio che gli chiese di collaborare per la Piccola Scala con un'anti-opera. Nascerà da questa collaborazione Passaggio che verrà rappresentato nel 1963.
Sempre nel 1961 uscì l'antologia de I Novissimi con prefazione di Giuliani che comprende le opere di Giuliani stesso, di Sanguineti, di Pagliarani, di Balestrini e di Porta.
Nasceva nel 1962 il terzo figlio, Michele.
Nel 1963 si istituì il Gruppo 63 a Palermo che sarà «il risultato dei legami e dei contatti culturali maturati nei precedenti anni».
Nel frattempo Sanguineti, che era diventato assistente incaricato e in seguito assistente ordinario del professor Giovanni Getto, nel 1963 consegue la libera docenza con presidente di commissione Mario Fubini.
In questo periodo frequentò, in tre occasioni, anche le Décades di Cerisy: la prima volta invitato da Ungaretti, a cui era dedicato il convegno, la seconda volta invitato dal gruppo di Tel Quel, per il romanzo sperimentale e, alla fine degli anni Sessanta, per il cinema.
Nel 1965 ottenne una cattedra di Letteratura italiana moderna e contemporanea presso la Facoltà di Lettere dell'Università di Salerno.

### 1968-1974: cambiamenti
Nel 1968 si sciolse il Gruppo 63 (e nel '69 terminarono anche le pubblicazioni della rivista Quindici). Nello stesso anno Sanguineti si candidò alle elezioni per la Camera nelle liste del PCI ma dovette trasferirsi a Salerno con la famiglia come incaricato all'università.
A Salerno, Sanguineti tenne due corsi, quello di Letteratura italiana generale e quello di Letteratura italiana contemporanea. Nel 1970 diventò professore straordinario.
Nel 1971 il poeta visse durante sei mesi a Berlino con la famiglia; nel 1972 morì il padre, nel 1973 nacque la figlia Giulia e Sanguineti diventò, sempre a Salerno, professore ordinario.
Nello stesso anno iniziò la collaborazione a Paese Sera.
Nel 1974 ottenne una cattedra di Letteratura italiana presso l'Università degli Studi di Genova. Per stare accanto ai compagni proletari si trasferì al CIGE del Begato con la famiglia e nel 1975 iniziò a collaborare con Il Giorno.

### 1976-1980: gli anni dell'impegno politico

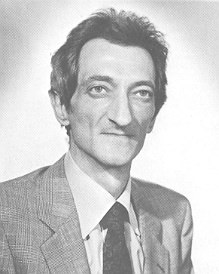
Edoardo Sanguineti nel 1979

Nel 1976 Sanguineti iniziò a collaborare con l'Unità, e nel 1980 con Il Lavoro di Genova. Furono questi anni di grande impegno politico: venne eletto consigliere comunale a Genova (1976 - 1981) e deputato della Camera (1979 - 1983), come indipendente nelle liste del PCI.

### 1981-2005: i viaggi, gli onori
Dal 1981 al 1983 diresse la prestigiosa rivista Cervo Volante assieme ad Achille Bonito Oliva. In redazioni ebbe giovani poeti e artisti di talento come Valerio Magrelli e Gian Ruggero Manzoni.
Nel 1990 fondò, con Nadia Cavalera, la rivista internazionale Bollettario. Quadrimestrale di scrittura e critica. La diresse durante vent'anni, fino alla sua morte (nel 2010). In redazione ebbe Filippo Bettini, Francesco Muzzioli, Marcello Frixione, e Tommaso Ottonieri. Collaboratori i maggiori autori del tempo.
Numerosi furono i viaggi fatti in questo periodo sia in Europa che fuori dell'Europa (Unione Sovietica, Georgia e Uzbekistan, Tunisia, Cina, Stati Uniti d'America, Canada, Messico, Colombia, Argentina, Perù, Giappone, India).
Nel 1996 venne nominato dal presidente della Repubblica Oscar Luigi Scalfaro, Cavaliere di Gran Croce dell'Ordine di gran merito della Repubblica Italiana.
Sanguineti, che aveva lasciato nel 2000 l'Università e aveva ricevuto numerosi premi letterari tra i quali la Corona d'oro di Struga, il Premio Capri dell'Enigma (1998), fu membro e fondatore della Accadémie Européenne de poésie (Lussemburgo) e membro consulente del Poetry International (Rotterdam). Precedentemente Faraone poetico dell'Istituto Patafisico di Milano, dal 2001 fu Satrapo Trascendentale, Gran Maestro O.G.G. (Parigi) e presidente dell'OpLePo.

### 2006-2010: ultimi anni e morte
Nel 2006, nel corso di un suo intervento al Festival dei Saperi di Pavia ebbe a dire che «quaranta ragazzetti innamorati del mito occidentale e assetati di Coca-Cola hanno fatto più rumore di migliaia di operai massacrati in Cile» e che «non si sa esattamente quanta gente sia stata uccisa dalle forze del governo e dei militari durante i 17 anni durante i quali Pinochet rimase al potere, ma la Commissione Rettig elencò 2.095 morti e 1.102 "scomparsi"».
Sanguineti - a cui il 5 giugno 2006 venne assegnato il Premio Librex Montale - diventò presidente onorario dell'associazione politica Unione a Sinistra e fu candidato alle primarie dell'Unione per l'elezione del sindaco di Genova, tenutesi il 4 febbraio 2007, sostenuto da: Partito dei Comunisti Italiani, Partito della Rifondazione Comunista e Unione a Sinistra, ottenne il 14% dei voti. Le primarie furono vinte da Marta Vincenzi, candidata de L'Ulivo (60%). Secondo arrivò Stefano Zara.
Il 18 maggio 2010 fu ricoverato d'urgenza a causa di un aneurisma che provocava da diversi giorni fitte all'addome. Alle 13:30 Sanguineti morì, all'età di 79 anni, ancora in sala operatoria. La procura aprì un'inchiesta per omicidio colposo a carico di ignoti.
Il 22 maggio venne sepolto nel pantheon del cimitero monumentale di Staglieno, accanto alla tomba in cui riposa il capo-partigiano Aldo Gastaldi "Bisagno". Edoardo Sanguineti era ateo.

## Il Centro Studi InteruniversitarioEdoardo Sanguineti
Nel 2020, a dieci anni dalla morte dell'autore, grazie alla collaborazione delle Università di Torino, Genova, Salerno e Milano Statale, è stato fondato il Centro Studi Interuniversitario Edoardo Sanguineti, che custodisce un ricco patrimonio di documenti inediti o poco conosciuti.

## Il poeta

### Laborintus: sperimentalismo e disgregazione del linguaggio
La prima pubblicazione di Laborintus, nel 1956, nella collezione "Oggetto e simbolo" diretta da Luciano Anceschi per la casa editrice Magenta, passa quasi inosservata.
Le sue poesie, ritenute così difficili da interpretare, sarebbero divenute, solo un decennio dopo, norma per le sperimentazioni linguistiche-poetiche degli anni sessanta. Il titolo, nato dall'utilizzo di uno schema labirintico, deriva secondo Risso anche dalla "complessità della realtà atomica di quegli anni, i cui esiti potevano davvero essere benjaminianamente catastrofici".
Pasolini in un articolo su "Il Punto" definisce la raccolta Laborintus "un tipico prodotto del neo-realismo post-ermetico" al quale Sanguineti replica sul n. 11 di Officina nel novembre del 1957 con un articolo intitolato Una polemica in prosa ironizzando sulle giuste distanze che Pasolini metteva tra il proprio "sperimentalismo" e quello "non puro sperimentalismo sanguinetiano".
La questione verrà ripresa da Luciano Anceschi sulla rivista Il Verri nel 1960 con questa affermazione: "Accade in questi anni - e vogliamo mettere come data di inizio del movimento il 1956? - nel nostro paese qualche cosa di naturale, di prevedibile, di necessario: nasce probabilmente una nuova generazione letteraria".
Laborintus è infatti un testo di riferimento centrale per lo sperimentalismo degli anni sessanta soprattutto se confrontato con la poesia del suo tempo. Esso infatti si presenta come qualcosa di nuovo che apre soluzioni linguistiche e formali sconosciute a quella poesia che, nella seconda metà degli anni cinquanta, dopo lo spegnersi del neorealismo si stava orientando verso l'antinovecentismo introdotto all'interno della rivista Officina.
Sanguineti, nel programma della neoavanguardia, è figura centrale per il suo poundismo, per i richiami psicoanalitici dei suoi testi, per il suo plurilinguismo e per quel verso pronto a dilatarsi in "un recitativo drammatico dove la soluzione metrica è rigorosamente atonale e, si potrebbe dire, gestuale", come scriveva Alfredo Giuliani.
La poesia di Laborintus sembra, con la sua accentuata disgregazione dei linguaggi, rifarsi alle esperienze musicali di Luciano Berio o di John Cage e, nell'ambito pittorico, all'informale Jackson Pollock, Jean Fautrier o Mark Rothko.

### La tecnica dell'assemblage
La tecnica dell'assemblage, utilizzata nella poesia di Sanguineti, è presa dall'ambito pittorico e gli oggetti - segni, tolti dallo spazio in cui erano collocati, acquistano improvvisamente la loro piena autonomia, ingrandendosi a dismisura.

### Dall'intellettualismo alla concretezza della quotidianità
Sanguineti prosegue, dopo Laborintus, con lo stesso stile ipercolto e scrive, tra il 1956 e il 1959 le poesie di tema erotico che vanno sotto il nome Erotopaegnia, poi, tra il 1960 e il 1963, Purgatorio de l'Inferno e nel 1964 raccoglie, sotto il titolo di Triperuno, le precedenti sequenze precedute da Laborintus.
Ma in queste poesie già si possono notare dei movimenti verso una scrittura che si sposta dall'intellettualismo dei primi esordi alla concretezza delle cose quotidiane e che, in alcuni punti, si aprono al diarismo dei successivi libri.

### Nuove raccolte
Nella seconda raccolta del 1972, Wirrwarr (confusione) che si compone di due parti, "Testo di appercezione tematica" (1966 - 1968) e "Reisebilder" (immagini di viaggio) (1971), il poeta pur continuando l'opera di destrutturazione del linguaggio che aveva iniziato con Triperuno, cerca di recuperare le cose autentiche del reale e del vissuto.
Lo stile si fa più discorsivo e comunicativo, carattere questo che si ritrova nelle sue seguenti raccolte Postkarten (cartoline postali) del 1978, Stracciafoglio del 1980 e Scartabello del 1981 dove si impone un linguaggio più articolato che gioca su un registro parodico-ironico e si applica alle piccole cose della vita quotidiana.
In queste raccolte l'avanguardia di Sanguineti, pur senza contraddirsi o negarsi, non appare, paradossalmente, lontana da situazioni come quelle di Giudici o Montale in opere come La vita in versi e Satura.

### La periodicità delle raccolte
Periodicamente Sanguineti raccoglie i suoi versi in volumi riassuntivi, come Catamerone del 1974, ripreso nel 1982 in Segnalibro dove la sperimentazione si riappropria dell'uso della forma tradizionale per approdare, nel 1986, a Novissimum Testamentum, poi incluso in Senzatitolo nel 1992.
In queste opere il poeta si impegna, confermando così la sua attenta ricerca metrica, sull'ottava, sulla canzonetta, sul sonetto intervallandoli con componimenti dal tipico verso extra-lungo che sembra scivolare via e "frantumarsi".
Nel 1987 esce la raccolta Bisbidis che costituisce un capitolo aggiuntivo nella linea iniziata con Wirrwarr.
Il titolo, che è ripreso da una frottola del poeta Immanuel Romano (contemporaneo di Dante), è una voce onomatopeica che indica il chiacchierio di gente e appare come poesia di carattere colloquiale quasi crepuscolare che conferma quella linea poetica iniziata negli anni Settanta.
Del 2002 è la raccolta Gatto Lupesco che contiene Bisbidis, Senzatitolo, Corollario, la versione definitiva di Cose, e una sezione di poesie intitolate Poesie fuggitive.

### Cinquant'anni di poesia
"In cinquant'anni molte cose sono profondamente cambiate, la poesia è cambiata, ma non è cambiato il compito dei poeti, quello di disegnare il profilo ideologico di un'epoca. L'ideologia non è una professione di fede, è una visione del mondo che, con il mondo, quindi cambia. Prendiamo ad esempio il concetto di bello: il suo valore è tra i più instabili della storia dell'umanità."
Del 2004 è la raccolta antologica Mikrokosmos Poesie 1951-2004 che si presenta divisa in due parti.
La prima parte comprende una scelta di Laborintus, di Erotopaegnia, di Purgatorio de l'Inferno, di T.A.T., di Reisebilder, di Postkarten, di Stracciafoglio, di Scartabello, di Cataletto, di Codicillo, di Rebus, di Glosse, di Corollario e di Cose.
La seconda parte comprende una selezione da Fuori Catalogo, da L'ultima passeggiata, omaggio a Pascoli, da Alfabeto apocalittico, da Novissimum Testamentum, da Ecfrasi, da Mauritshuis, da Ballate, da Fanerografie, da Omaggio a Catullo, da Stravaganze, da Poesie fuggitive, da Varie ed eventuali.

## Il narratore
Anche nel romanzo Sanguineti dedica molta attenzione al trattamento del linguaggio, tanto sul piano lessicale quanto su quello sintattico e sia nel romanzo Capriccio italiano, pubblicato nel 1963, e Il gioco dell'Oca del 1967 si avverte il piacere ludico della parola.
La sua produzione narrativa è stata raccolta in "Smorfie", contenente i due romanzi oltre ad altri testi in prosa.
Ed è con Capriccio italiano che lo scrittore si fa portavoce del romanzo sperimentale mostrando la crisi del romanzo tradizionale giocando sui motivi dell'inconscio, dell'onirico e del biologico - sessuale.
Il tema centrale del romanzo si basa sulla gravidanza della moglie del narratore e l'attesa del figlio ed è trattato non in modo naturalistico ma come una prova che, attraverso brevi episodi simili ad un sogno, smuovono gli strati dell'inconscio.

## Il critico
L'attività critica di Sanguineti si è svolta inizialmente all'interno dell'ambito accademico: a lui si devono brillanti lavori su Dante ("Dante reazionario") e un'articolata analisi sui nessi tra poesia crepuscolare e liberty, in cui si rintraccia l'origine della poesia italiana del Novecento nella reazione ironica operata dai poeti crepuscolari ai danni dell'estetizzazione liberty, a partire dalla necessità, poi riconosciuta da Eugenio Montale, di "attraversare D'Annunzio". Esemplificazione e concretizzazione di tale linea critica è l'antologia Poesia italiana del Novecento, la cui agile premessa mostra la rispondenza tra connotazione stilistico-linguistica e connotazione ideologico-psicologica degli autori. (Ideologia e linguaggio sono interfacce di solito coerentemente operanti, come Sanguineti chiarisce più in dettaglio nello studio Ideologia e linguaggio). L'antologia è, dunque, già per sé stessa, saggio critico, per la scelta degli autori e soprattutto dei singoli testi, con attenzione a quelli significativi di posizioni ideologiche e di sperimentalismo linguistico.

## Riconoscimenti
- Nel 2003 riceve il Premio Campiello della Giuria dei Letterati alla carriera.[10]
- Nell'agosto 2008 gli è stato conferito il Premio Letterario Internazionale Giuseppe Tomasi di Lampedusa per Smorfie.
- Se d'amore si vive, siamo vivi: Omaggio a Edoardo Sanguineti, 7 giugno 2010, Salerno, presso Atelier-Libreria Liberis. Reading a cura di Mario Fresa, inserito all'interno della Rassegna di incontri SalernoPoetica. Hanno ricordato Sanguineti, leggendo i suoi versi, alcuni poeti e critici: Stelvio Di Spigno, Mario Fresa, Carlangelo Mauro, Marcello Napoli, Paolo Romano, Federico Sanguineti, Ciro Vitiello.
- Reading Sanguineti, 9 giugno 2010, Genova, Biblioteca Universitaria. Erminio Risso e Massimo Bacigalupo hanno sinteticamente ricordato le linee distintive della poetica e del lessico di Sanguineti. Letture di Alberto Nocerino, Laura Accerboni, Adriana Bolfo.
- Dedicato a Edoardo Sanguineti. Festival di poesia (13 dicembre 2011 Teatro di Ateneo Università degli Studi di Salerno - organizzato da Antonio Pietropaoli, con i poeti: Antonio Pietropaoli, Silvia Cassioli, Tommaso Ottonieri, Mariano Baino, Milli Graffi, Gabriele Frasca, Gilda Policastro, Ferdinando Tricarico, Rosaria Lo Russo, Rino Mele, Marco Berisso, Guido Caserza, Marcello Frixione, Paolo Gentiluomo, Federico Sanguineti).

## Opere

### Poesie
- Laborintus, Varese, Magenta, 1956.
- Opus metricum, Milano, Rusconi e Paolazzi, 1960. (contiene Laborintus ed Erotopaegnia)
- Triperuno, Milano, Feltrinelli, 1964. (contiene Opus metricum e Purgatorio de l'Inferno)
- T.A.T., Verona, Sommaruga, 1968. (con litografie e acqueforti di Gianfranco Baruchello)
- Renga (scrittura poetica collettiva in collaborazione con O. Paz, J. Roubaud e C. Tomlison), Parigi, Gallimard, 1971.
- Wirrwarr, Milano, Feltrinelli, 1972. (contiene T.A.T. e Reisebilder)
- Catamerone, Milano, Feltrinelli, 1974. (contiene Triperuno e Wirrwarr)
- Omaggio a Emilio Vedova, Milano, Galleria Rizzardi, 1974. (con fogli grafici di Emilio Vedova)
- Postkarten, Milano, Feltrinelli, 1978.
- Stracciafoglio, Milano, Feltrinelli, 1980. (in appendice Fuori Catalogo, che raccoglie poesie d'occasione scritte tra il 1957 e il 1979)
- Fame di tonno. Pastelli e poesie, s.l., Calcografica Studio, 1981. (con pastelli di Luca Alinari)
- Scartabello, Macerata, Cristoforo Colombo libraio, 1981. (con dieci disegni di Valeriano Trubbiani)
- Re-spira, Milano, Zarathustra, 1982. (con sette acqueforti a colori di Antonio Papasso)
- Segnalibro, Milano, Feltrinelli, 1982. (contiene Camerone, Postkarten, Stracciafoglio, Scartabello e Cataletto)
- Codicillo 1982, Cernusco sul Naviglio, Severgnini stamperia d'arte, 1983.
- Due Ballate, Genova, Pirella Editore, 1984.
- Alfabeto apocalittico. 21 ottave con un'acquaforte e 21 capilettera, Milano, Galleria Rizzardi, 1984. (con un'acquaforte e ventun capilettera di Enrico Baj)
- Rebus, Modena, Telai del Bernini, 1984. (con una tavola di Carlo Cremaschi)
- Omaggio a Pascoli. L'ultima passeggiata, Roma, Il Ventaglio, 1985.
- Quintine, Roma, Carte segrete-Rossi & Spera, 1985. (in collaborazione con Salvatore Paladino)
- Novissimum Testamentum, Lecce, Manni, 1986.
- Promemoria-Pro/memoria, 1992. (tre acqueforti a colori di Antonio Papasso)
- Bisbidis, Milano, Feltrinelli, 1987. ISBN 88-07-05050-1. (contiene Codicillo, Rebus, L'ultima passeggiata e Alfabeto apocalittico)
- Senzatitolo, Milano, Feltrinelli, 1992. ISBN 88-07-05084-6. (contiene Glosse, Novissimum Testamentum e una serie di poesie "extravaganti" composte tra il 1982 e il 1991)
- Malebolge 1994/1995, o Del malgoverno. Da Berluskaiser a Berluscaos, con Enrico Baj, Castel Maggiore, Book editore, 1995. ISBN 88-7232-208-1.
- Libretto. 17 poesie 1992-1995, Genova, Pirella, 1995. ISBN 88-85514-44-8. (pubblicazione in occasione dell'incontro sul Manifesto dell'antilibro, Acquasanta, novembre 1995, con disegni di Mario Persico)
- Quattro Haiku, Agromonte-Napoli, Ogopogo-ETRA/ARTE, 1995. (con disegni di Cosimo Budetta e una nota introduttiva di Stefano Bartezzaghi)
- Corollario 1996, Lecce, Manni, 1996. (pubblicazione in occasione della manifestazione "L'olio della poesia. Incontro con Edoardo Sanguineti" promossa dalla Provincia di Lecce e dal Comune di Carpignano Salentino, 25 luglio 1996, contiene cinque poesie)
- Rebus, Como, Lythos, 1996. (cinque poesie con litografie di Ico Parisi)
- Corollario, Milano, Feltrinelli, 1997. ISBN 88-07-42078-3.
- Taccuinetto, Milano, Giorgio Upiglio, 1998. (tre poesie, con tre incisioni di Cristiana Isoleri e una nota di Roberto Sanesi)
- Corto, Prato, Canopo, 1998. (dieci poesie, con dodici collage di Marco Nereo Rotelli)
- Wunderkammer, Roma, Il Bulino, 1998. (sette poesie, con una puntasecca a colori di Tommaso Cascella)
- Sulphitarie, Napoli, Terra del Fuoco, 1999. (con Carmine Lubrano, fotografie di Peppe Del Rossi)
- Cose, Napoli, Pironti, 1999. ISBN 88-7937-217-3. (con introduzione di Fausto Curi e postfazione di Ciro Vitiello)
- Pensierini per Papasso, 1999. (lettura poetica dei Papiers Froissés di Antonio Papasso, Sala Consigliare Comune di Bracciano
- Il gatto lupesco. Poesie (1982-2001), Milano, Feltrinelli, 2002. ISBN 88-07-53005-8. (contiene Bisbidis,Senzatitolo, Corollario, la versione completa di Cose e una sezione di poesie extravaganti intitolate Poesie Fuggitive, un nuovo Fuori Catalogo)
- Omaggio a Goethe, Bellinzona, Edizioni Sottoscala, 2003. (con disegni di Mario Persico)
- Omaggio a Shakespeare. Nove sonetti, Lecce, Manni, 2004. ISBN 88-8176-503-9. (con disegni di Mario Persico e con un saggio di Niva Lorenzini)
- Mikrokosmos. Poesie 1951-2004, Milano, Feltrinelli, 2004. ISBN 88-07-81823-X.
- Il sonetto del foglio volante, 2006. (poesia dedicata all'opera di Antonio Papasso e contenuta nel film Elogio del leggero di Riccardo Barletta)
- Capriccio oplepiano. Pretesti, in "Biblioteca Opleopiana", n. 30, Edizioni Oplepo, 2010.
- Varie ed eventuali. Poesie 1995-2010, Milano, Feltrinelli, 2010. ISBN 978-88-07-42129-7.

### Romanzi e racconti
- Capriccio italiano, Milano, Feltrinelli, 1963.
- Il giuoco dell'oca, Milano, Feltrinelli, 1967.
- Il giuoco del Satyricon. Un'imitazione da Petronio, Torino, Einaudi, 1970.
- Smorfie, Roma, Etrusculudens, 1986.
- L'orologio astronomico, Illkirch, Le Verger, 2002. ISBN 2845740174.
- Smorfie. Romanzi e racconti, Milano, Feltrinelli, 2007. ISBN 978-88-07-01725-4.

### Teatro, testi per musica, travestimenti
- K., in "Il Verri", anno IV, n. 2, 1960, pp. 69–82
- K e altre cose, Scheiwiller, Milano, 1962 (contiene K., alcune poesie e interventi critici).
- Passaggio, per la musica di Luciano Berio, Universal, London-Milano, 1963 (e in "Sipario", n. 224, pp. 62–70)
- Traumdeutung, in "Menabò", n. 8, 1965, pp. 37–49
- Teatro, Feltrinelli, Milano, 1969
- Laborintus II, per la musica di Luciano Berio, in "Manteia", XIV-XV, 1972, pp. 14–28
- Marinettiana, in Giuseppe Bartolucci, Il gesto futurista, Bulzoni, Roma, 1969, pp. 73–77
- Orlando Furioso (travestimento dell'Ariosto in collaborazione con Luca Ronconi), Bulzoni, Roma, 1970
- Storie naturali, Feltrinelli, Milano, 1971
- Interviste impossibili: Francesca da Rimini, in AA.VV., Le nuove interviste impossibili, Bompiani, Milano, 1976
- C'ero anch'io: la prima dell'Edipo Re, inedito, 1978
- Carrousel, per la musica di Vinko Globokar, parziale in "Musica e realtà", n. 4, 1981, pp. 21–41
- Faust. Un travestimento, Costa & Nolan, Genova, 1985 (da Goethe, trasformato poi da Luca Lombardi in opera musicale)
- Commedia dell'Inferno (da Dante), Costa & Nolan, Genova, 1989
- Per Musica, Ricordi Mucchi, Modena, 1993 (contiene con Passaggio e Laborintus II, le opere Carrousel, L'armonia drammatica per la musica di Vinko Globokar, l'Antigone, adattamento per le musiche di scena di Mendelssohn, 1986, correlato dalla nota introduttiva, con il titolo Il complesso di Antigone e tutti i testi con destinazione musicale)
- Tracce, Grin, Roma, 1995 (contiene Tracce, Storie naturali, Satyricon, in collaborazione musicale)
- Rap, LibriARENA fuoriTHEMA, Bologna, 1996
- Il mio amore è come una febbre e mi rovescio, Bompiani, Milano, 1998 contiene Rap e Sonetto, (entrambi per la musica di Andrea Liberovici)
- L'Arpa Magica per la musica di Flavio Emilio Scogna, RAI Prix Italia 1998
- Dialogo, in "Allegoria", anno II, n. 5, 1990, e poi in "Passaggi", anno II, n. 3, giugno 1998, pp. 71–76
- Sei personaggi.com, un travestimento pirandelliano (con musiche di scena di Andrea Liberovici), il Melangolo, Genova, 2001
- L'amore delle tre melarance, un travestimento fiabesco dal canovaccio di Carlo Gozzi, il Melangolo, Genova, 2001

### Saggi e studi
- Interpretazione di Malebolge, Olschki, Firenze, 1961
- Tre studi danteschi, Le Monnier, Firenze, 1961
- Tra liberty e crepuscolarismo, Mursia, Milano, 1961
- Alberto Moravia, Mursia, Milano, 1962
- Ideologia e linguaggio, Feltrinelli, Milano, 1965
- Guido Gozzano. Indagini e letture, Einaudi, Torino, 1966
- Il realismo di Dante, Sansoni, Firenze, 1966
- Antonio Bueno, Feltrinelli, Milano, 1975
- La missione del critico, Marietti, Genova, 1987
- Lettura del Decameron, a cura di Emma Grimaldi, Edizioni 10/17, Salerno, 1989
- Dante reazionario, Editori Riuniti, Roma, 1992
- Per una critica dell'avanguardia poetica in Italia e in Francia, Bollati Boringhieri, Torino, 1995 (con un saggio di Jean Burgos e due testimonianze di Pierre Dhainaut e Jacqueline Risset)
- Il chierico organico, a cura di Erminio Risso, Feltrinelli, Milano, 2000
- Ideologia e linguaggio, nuova edizione accresciuta, Feltrinelli, Milano, 2001
- Verdi in technicolor, il melangolo, Genova, 2001
- Atlante del Novecento italiano, a cura di Erminio Risso, con fotografie di Giovanni Giovannetti, Manni, Lecce, 2001
- Carol Rama, Masoero Edizioni, Torino 2002
- La letteratura italiana di Edoardo Sanguineti, Rai Educational, 2000
- Cultura e realtà, a cura di Erminio Risso, Milano, Feltrinelli, 2010

### Raccolte di articoli
- Giornalino, Einaudi, Torino, 1976
- Giornalino secondo, Einaudi, Torino, 1979
- Scribilli, Feltrinelli, Milano, 1985
- Ghirigori, Marietti, Genova, 1988
- Gazzettini, Editori Riuniti, Roma, 1993
- Taccuini (12 prose comparse originariamente su "Rinascita" tra il 1984 e il 1987), in "Poetiche", n. 3/ 2007, Modena, Mucchi editore, a cura e con introduzione di L. Weber, pp. 413–475
- l'altruista Gli ultimi articoli del poeta su Gli Altri, Roma, I edizione Gli Altri, maggio 2011. ISSN 2037-2221 (WC · ACNP). Venduto esclusivamente in abbinamento al settimanale Gli Altri in edicola. Postfazione di Fausto Bertinotti.

### Traduzioni
- J. Joyce, Poesie, Arnoldo Mondadori Editore, Milano, 1961
- Salmi: preghiera e canto della Chiesa, a cura di J. Gelineau, U. Wernst, E. Sanguineti, D. Stefani, L. Borello, Elle Di Ci, Torino, 1966
- Euripide. Le Baccanti, Feltrinelli, Milano, 1968
- Seneca, Fedra, Einaudi, Torino, 1969
- Petronio, Il Satyricon, Aldo Palazzi Editore, Roma, 1969
- Euripide, Le Troiane, Einaudi, Torino, 1974
- Eschilo, Le Coefore, il Saggiatore, Milano, 1978
- Sofocle. Edipo tiranno, Cappelli, Bologna, 1980
- Sofocle, Antigone, adattamento per le musiche di scena di Felix Mendelssohn, 1986
- Eschilo. I sette contro Tebe, Sipario, Milano, 1992
- W. Shakespeare, Macbeth Remix (con musiche di scena di Andrea Liberovici), Spoleto, 1998
- Molière, Don Giovanni, il Melangolo, Genova, 2000
- Aristofane, La festa delle Donne, il melangolo, Genova, 2001
- B. Brecht, Il cerchio di gesso del Caucaso, il melangolo, Genova, 2003
- Omaggio a Shakespeare. Nove sonetti, illustrati da Mario Persico, con un saggio di Niva Lorenzini, Manni, Lecce, 2004
- Pierre Corneille. L'illusione comica, il Melangolo, Genova, 2005
- Teatro antico. Traduzioni e ricordi, a cura di Federico Condello e Claudio Longhi, BUR, Milano, 2006
- Quaderno di traduzioni. Lucrezio Shakespeare Goethe, Einaudi, Torino, 2006
- W. Shakespeare La tragedia di Re Lear, il Melangolo, Genova, 2008
- Fedra (Ippolito portatore di corona) di Euripide, per l'Istituto nazionale del dramma antico INDA 2009

### Antologie
- Il sonetto, Mursia, Milano, 1957 (in collaborazione con Giovanni Getto)
- Decameron. 49 novelle commentate da Momigliano, Petrini, Torino 1959
- Poesia italiana del Novecento, Einaudi, Torino, 1969
- L'Opera di Pechino, Feltrinelli, Milano, 1971

### Interviste
- Fabio Gambaro, Colloquio con Edoardo Sanguineti, Anabasi, Milano 1993
- Erminio Risso (a cura di), Atlante del Novecento italiano. La cultura letteraria, con fotografie di Giovanni Giovannetti, Manni, Lecce 2001 (le schede di 74 scrittori, con un'intervista di Erminio Risso a Edoardo Sanguineti)
- Giuliano Galletta, Sanguineti/Novecento. Conversazioni sulla cultura del ventesimo secolo, il melangolo, Genova 2005
- Antonio Gnoli, Sanguineti's Song. Conversazioni immorali, Feltrinelli, Milano 2006
- (a cura di Roberto Iovino), Conversazioni musicali, il melangolo, Genova 2011

### Epistolari
- Fausto Curi, La poesia italiana d'avanguardia. Modi e tecniche. Con un'appendice di documenti e di testi editi e inediti, Liguori, Napoli 2001
- Ciro Vitiello, Due lettere, un dialogo critico, in Album Sanguineti, a cura di Niva Lorenzini ed Erminio Risso, Manni, Lecce 2002
- Tommaso Lisa (a cura di), Pretesti ecfrastici. Edoardo Sanguineti e alcuni artisti italiani con un'intervista inedita, Società Editrice Fiorentina, Firenze 2004 (contiene il carteggio Sanguineti-Bueno)
- Niva Lorenzini (a cura di), Lettere dagli anni Cinquanta, De Ferrari editore, Genova 2009 (contiene le lettere di Sanguineti a Luciano Anceschi)

### Opere di lessicografia
- Schede gramsciane, Utet, Torino 2004
- direzione del volume di supplemento 2004 (integrazioni e aggiornamenti) del Grande dizionario della lingua italiana, Utet, Torino 2004
- direzione del volume di supplemento 2009 (integrazioni e aggiornamenti) del Grande dizionario della lingua italiana, Utet, Torino 2009
- consulenza e collaborazione per il GRADIT – Grande dizionario italiano dell'uso ideato e diretto da Tullio De Mauro, sei volumi e un CD-rom, Utet, Torino 1999, a cui seguono un volume VII (Nuove parole italiane dell'uso, con un CD-rom), Utet, Torino 2003, e un volume VIII (Nuove parole italiane dell'uso, con una chiave USB), Utet, Torino 2007

### Filmografia
- Ansano Giannarelli: Non ho tempo, 1973, bianco e nero, 104 min. (la versione televisiva è in 3 puntate di un'ora ciascuna). Con Mario Garriba (Evariste Galois), Franco Agostini, Lucio Lombardo Radice, Marisa Fabbri, Fernando Birri. Sanguineti ne scrive la sceneggiatura insieme a Giannarelli e con la consulenza scientifica di Lucio Lombardo Radice. Il film è girato nel 1971-72 ma presentato alle “Settimane della critica” del Festival di Cannes del 1973. Il film presentato a Cannes durava 150 minuti.
- Luca Ronconi: Orlando Furioso, 1974. Sceneggiato televisivo di 293 minuti in cinque puntate, mandato in onda ogni domenica alle 20, 45 dal 16 febbraio 1975 in bianco e nero. Proiettato nelle sale cinematografiche in un'edizione di 113 minuti (2º e 5º episodio, dal dicembre 1974). Derivato dallo spettacolo messo in scena da Ronconi nel 1969 su testo di Sanguineti. Scene e costumi: Pierluigi Pizzi, fotografia: Vittorio Storaro e Arturo Zavattini, musiche: Giancarlo Chiaramello. Con Mariangela Melato (Olimpia), Ottavia Piccolo (Angelica), Massimo Foschi (Orlando), Guido Mannari (Bireno), Cesare Gelli (Cimosco), Michele Placido (Agramante), Paolo Bonetti (Dardinello), Yorgo Voyagis (Cloridano), Alessio Orano (Medoro), Marzio Margine (Zerbino), Luigi Diberti (Ruggiero), Paolo Turco (il pastore), Giacomo Piperno (Sacripante), Germano Longo (Oberto), Vittorio Sanipoli (Sobrino), Hiram Keller (Brandimarte), Erika Dario (la figlia di Cimosco), Rodolfo Bandini (Guidon Selvaggio), Carla Tatò (la vedova parigina), Ettore Manni (Carlo Magno), Carlo Valli (Ferraù), Edmonda Aldini (Bradamante)
- Ennio De Dominicis: Niente stasera, 1993, colore, 72 min. Interpretazione
- Michael Muschner: Truck Stop, mediometraggio, 1996. Scrittura di una poesia per il film e sua interpretazione
- Felipe Guerriero: Medellìn, 1999. Interpretazione
- Ugo Nespolo: Film-a-To, 2001, Betacam colore, 12 min. Lettura di alcune poesie sul cinema scritte appositamente per il film
- Andrea Liberovici Work in regress - la fabbrica nel cinema, 2006, video-installazione, 30 min. Lettura delle didascalie scritte per il film (esistono due versioni del titolo: Work in regress/ la fabbrica del cinema e Work in regress/ una catena di montaggi)
- Mimmo Paladino: Quijote, 2006, HD colore, 75 min. Lettura di un testo poetico, Invenzione di Don Chisciotte, del 1949
- Ugo Nespolo: Superglance, 2007, colore, 35 mm., 7 min. Scrittura e dizione dei testi

Inoltre Sanguineti avrebbe dovuto interpretare una parte in un film di Evgenij Aleksandrovič Evtušenko ma infine decise di non partecipare: una sua testimonianza è nell'intervista concessa a Piero Chiambretti nel programma televisivo Il laureato bis, puntata del 5 febbraio 1996. Probabilmente si trattava del mai realizzato
- Konec Musketery (La fine dei tre moschettieri)

Su Film-a-to si può vedere
- Ugo Nespolo, Film-a-to, Allemandi, Torino 2002 (30 ill. a colori e 50 bn)

Sul film di Paladino si può vedere
- Mimmo Paladino, Quijote. Una mostra, un film, un libro, edizioni Electa, Milano 2005

### Video e televisione
- Match, serie di incontri moderati da Alberto Arbasino, puntata con Sanguineti e Moravia, 1978
- La letteratura italiana di Edoardo Sanguineti, 14 puntate video della durata di circa 59 minuti ciascuna per Rai Educational, 2000. Regia di Lorenzo Gigliotti. Direttore della fotografia Alessandro Macci. A cura di Marco Sabatini. Oggi in 14 DVD della durata di circa 59 minuti ciascuno: Dalla latinità al volgare / Il Duecento / Dante / Petrarca / Boccaccio / L'Umanesimo / Ariosto e Tasso (oggi compresi nel cofanetto Storia della letteratura italiana di Edoardo Sanguineti. Dalle origini al Cinquecento, Rai, La Rai per la cultura, codice UDOC); Il Cinquecento / Il Seicento / Il Settecento / L'Ottocento. Foscolo e Leopardi / L'Ottocento: Manzoni / Il Novecento: prosa / Il Novecento: poesia (oggi compresi nel cofanetto Storia della letteratura italiana di Edoardo Sanguineti. Età moderna e contemporanea, Rai, La Rai per la cultura, codice UEMC)
- abecedario di edoado sanguineti, a cura di Rossana Campo, video-intervista in 2 DVD, regia Uliano Paolozzi Balestrino, DeriveApprodi, Roma maggio 2006
- Sanguineti e Inge Feltrinelli sugli anni '60 , intervista registrata alla libreria Feltrinelli di Mantova nel settembre 2006
- Alfabeto Apocalittico, di e con Edoardo Sanguineti e Stefano Scodanibbio, immagini di Enrico Baj. Ripresa televisiva dello spettacolo con regia di Massimo Puliani, in occasione della consegna a Sanguineti del titolo accademico Honoris Causa all'Accademia di Belle Arti, Macerata, 4 maggio 2006

### Eventi, mostre, installazioni
- Magazzino Sanguineti, mostra (spezzoni di film, frammenti sonori, riproduzioni fotografiche, diapositive che proiettano versi), a cura di Erminio Risso, Palazzo Ducale, Loggia degli Abati, 23 maggio-27 giugno 2004
- Ritratto del Novecento alla Sala Borse di Bologna, regia di Giuseppe Bertolucci, 12-16 dicembre 2005 (ora le schede sono pubblicate in Ritratto del Novecento, a cura di Niva Lorenzini, Manni, Lecce 2009)
- Marcel Duchamp e il cinema, giornata sul cinema duchampiano, installazione Rotorilievi (telecamera e stampante, in una stanza, con al centro un divano), 8 giugno 2006. A cura di Valter Scelsi, Marta Oddone, Francesco Frassinelli, Davide Perfetti, Erminio Risso (nel corso della mostra “Marcel Duchamp: una collezione italiana”, allestimento a cura di Massimiliano Fuksas, 11 maggio-16 luglio, Genova, Museo di Villa Croce)
- C'era una volta il pc – un quarto di secolo di personal computer, ologramma per la mostra “Hi Tech! Festival dell'innovazione”, Roma, complesso mussale dell'Ara Pacis, dal 7 al 10 giugno 2007